# François Veillerette
François Veillerette est un militant et lobbyiste de la défense de l'environnement et homme politique français.

## Biographie
Enseignant de formation, François Veillerette exerce ou a exercé  les responsabilités associatives suivantes :
- fondateur en 1996 (avec l’ingénieur agronome Georges Toutain) et président (à partir de 1999) du Mouvement pour les droits et le respect des générations futures (MDRGF)[1] jusqu'à la fin 2009. Le MDRGF est devenu l'association Générations Futures. Depuis que Maria Pelletier en est devenue présidente, François Veillerette en est le porte-parole et le directeur[2] ;
- président du réseau européen Pesticide Action Network (PAN Europe) ;
- membre du Comité de pilotage de l'International Pollutants Elimination Network (en) (IPEN) ;
- administrateur d’Objectif Bio 2007 ;
- administrateur du Réseau Environnement Santé ;
- membre de l'association Journalistes-écrivains pour la nature et l'écologie[3].
- président de Greenpeace France de septembre 2002[4],[5] à juin 2005 puis vice-président en 2008 et 2009.

François Veillerette est également à l'affiche de Nos enfants nous accuseront (2008) de Jean-Paul Jaud, film documentaire traitant des problèmes liés aux pesticides. Il devient, notamment par son manifeste Nous voulons des coquelicots, un acteur clé de la lutte contre les pesticides, et produits chimiques néfastes pour l’homme et l’environnement (PFAS, polluants éternels...),. Ses livres révèlent des figures d'agriculteurs victimes des pesticides.
Il est élu conseiller régional en mars 2010 avec Europe Écologie et est vice-président de la région Picardie de 2010 à 2016, chargé du portefeuille « Environnement, alimentation, santé »,.

## Publications
- François Veillerette et Fabrice Nicolino, Pesticides : Révélations sur un scandale français, Fayard, 2007, 384 p.  (ISBN 978-2213629346)
- François Veillerette et Marine Jobert, Le vrai scandale des gaz de schiste, Les liens qui libèrent, 2011, 180 p.  (ISBN 978-2918597315)[16],[17]
- François Veillerette, Pesticides, le piège se referme, Terre vivante, 2002, 159 p.  (ISBN 978-2904082962)
- François Veillerette et Marine Jobert, Perturbateurs endocriniens : la menace invisible, Buchet/Chastel 2015, 124 p.  (ISBN 978-2283028179)
- François Veillerette et Fabrice Nicolino, Nous voulons des coquelicots, Les liens qui libèrent, 2018, 128 p.  (ISBN 979-10-209-0665-6)[7]